# Tromboastènia
La trombastènia de Glanzmann (anomenada així per Eduard Glanzmann (1887-1959), el pediatre suís que originalment el va descriure), és una anomalia de les plaquetes. Es tracta d'una coagulopatia extremadament rara (trastorn de l'hemorràgia a causa d'una anomalia sanguínia), en què les plaquetes contenen nivells deficients o baixos de la glicoproteïna IIb / IIIa (GpIIb / IIIa), que és un receptor del fibrinogen. Com a resultat, no es pot produir cap pont fibrinogen de les plaquetes amb altres plaquetes i el temps de sagnat s'allarga significativament.

## Símptomes
Característicament, augmenta el sagnat de la mucosa:
- Sagnat menstrual intens
- Contusions fàcils
- Hemorràgies nasals
- Sagnat de les genives
- Sagnat gastrointestinal
- Sagnat postpart
- Augment del sagnat postoperatori.

La tendència a l'hemorràgia és variable però pot ser greu. Les hemorràgies a les articulacions, especialment les hemorràgies espontànies, són molt rares, a diferència de les hemofílies. El nombre de plaquetes i la morfologia són normals. L'agregació plaquetària és normal amb la ristocetina, però es veu afectada amb altres agonistes com ADP, trombina, col·lagen o epinefrina.

## Causa
La trombastènia de Glanzmann es pot heretar de manera autosòmica recessiva o adquirir-se com a trastorn autoimmune.
La tendència a l'hemorràgia en la trombastènia de Glanzmann és variable, alguns individus presenten contusions mínimes, mentre que d'altres tenen hemorràgies freqüents, greus i potencialment mortals. A més, els nivells de αIIbβ3 de plaquetes es correlacionen poc amb la gravetat hemorràgica, ja que els nivells de αIIbβ3 pràcticament indetectables es poden correlacionar amb símptomes de sagnat insignificants, i els nivells del 10% al 15% es poden correlacionar amb sagnat sever. Els factors no identificats diferents del defecte plaquetari poden tenir un paper important.

## Fisiopatologia
La trombastènia de Glanzmann s'associa amb una integrina αIIbβ₃ anormal, anteriorment coneguda com a glicoproteïna IIb / IIIa (GpIIb / IIIa), que és un receptor d'agregació d'integrina a les plaquetes. Aquest receptor s'activa quan la plaqueta és estimulada per ADP, epinefrina, col·lagen o trombina. El GpIIb / IIIa és essencial per a la coagulació sanguínia, ja que el receptor activat té la capacitat d'enllaçar el fibrinogen (així com el factor von Willebrand, la fibronectina i la vitronectina), que cal per a la interacció plaqueta-plaqueta dependent del fibrinogen (agregació). En canvi, els receptors de glicoproteïna Ib són normals amb la trombastènia de Glanzmann. El paper de GpIb és permetre l'activació de les plaquetes mitjançant el contacte amb el complex factor de col·lagen de von Willebrand que s'exposa quan es danya el revestiment dels vasos sanguinis endotelials. Els receptors GpIb són deficients en una malaltia coneguda com a síndrome de Bernard-Soulier.
La comprensió del paper de GpIIb / IIIa en la trombastènia de Glanzmann va conduir al desenvolupament d'inhibidors de GpIIb / IIIa, una classe de poderosos agents antiplaquetaris.

## Tractament
La teràpia implica tant mesures preventives com tractament d'episodis de sagnat específics.
- La higiene dental disminueix el sagnat gingival
- Evitació d'agents antiplaquetaris com l'aspirina i altres antiinflamatoris (AINE) com l'ibuprofèn i el naproxèn i anticoagulants.
- Pot ser necessari un suplement de ferro o folat si un sagnat excessiu o prolongat ha provocat anèmia.
- Vacuna contra l'hepatitis B.
- Fàrmacs antifibrinolítics com l'àcid tranexàmic o l'àcid ε-aminocaproic (Amicar).
- La desmopressina (DDAVP) no normalitza el temps de sagnat a la trombastènia de Glanzmann però millora anecdòticament l'hemostàsia.
- Anticonceptius hormonals per controlar l'excés de sagnat menstrual.
- Agents tòpics com gelfoam, segellants de fibrina, polímers de polietilè glicol, fèrules dentals personalitzades.
- Transfusions de plaquetes (només si el sagnat és greu; risc d'al·loimmunització de plaquetes).
- El factor recombinant VIIa, AryoSeven o NovoSeven FDA van aprovar aquest medicament per al tractament de la malaltia el juliol de 2014.
- Trasplantament de cèl·lules mare hematopoètiques (HSCT) per a hemorràgies recurrents greus.

## Història
Els estudis posteriors, després de la descripció d'Eduard Glanzmann de símptomes hemorràgics i de "plaquetes febles", van demostrar que aquests pacients tenen temps de sagnat prolongats i que les seves plaquetes no es van agregar en resposta a l'activació. A mitjan dels anys setanta, Nurden i Caen, i Phillips i col·legues van descobrir que les plaquetes trombastèniques són deficients en integrines αIIbβ3.